# Externsteine (nave meteorologica)
La Externsteine fu una nave meteorologica tedesca (Wetter-beobachtung-Schiff), utilizzata agli inizi della seconda guerra mondiale con lo scopo di fornire rapporti meteorologici alle navi della Kriegsmarine tedesca, ma soprattutto agli U-Boot che operavano nelle acque settentrionali dell'Oceano Atlantico e del Mar Glaciale Artico.
Catturata dalle forze navali statunitensi al largo della Groenlandia, fu incorporata nella United States Coast Guard come USCGC East Breeze per poi passare alla United States Navy come USS Callao; la nave fu poi radiata il 10 maggio 1950 e avviata alla demolizione.

## Storia
L'unità fu impostata nei cantieri navali della P. Smit Jr. di Rotterdam nel 1943 e varata l'anno dopo: costruita come peschereccio d'altura per la Nordsee Deutsche Hochseefischerei di Wesermünde con il nome di Mannheim, la nave fu invece requisita dalla Kriegsmarine e perché operasse come unità meteorologica e ribattezzata Externsteine (dal nome del complesso megalitico di Externsteine in Germania, oggetto di investigazioni da parte di Heinrich Himmler per le sue connessioni con il folklore degli antichi popoli tedeschi). Il suo codice identificativo era WSB 11.
Entrata in servizio nel luglio 1944, la Externsteine fu dislocata al largo dell'isola di Shannon lungo la costa nord-orientale della Groenlandia. Il 2 ottobre 1944 un idrovolante Grumman J2F Duck del rompighiaccio USCGC Eastwind della guardia costiera statunitense individuò con il suo radar la Externsteine, camuffata da peschereccio, in un banco di ghiaccio non ancora consolidato davanti all'isola di North Little Koldewey, dove i tedeschi avevano impiantato una piccola stazione meteo; personale dello Eastwind attaccò la stazione il 4 ottobre e fece prigionieri i dodici tedeschi che la occupavano: i documenti catturati rivelarono agli statunitensi l'identità della Externsteine, che era apparentemente scortata da un U-Boot. La ricerca della nave meteorologica fu ostacolata dal cattivo tempo, ma il 14 ottobre la Externsteine fu infine individuata dallo Eastwind mentre si trovava intrappolata dal ghiaccio a 10 miglia nautiche (19 km) al largo di Capo Borgen; appoggiato dal paritipo USCGC Southwind, il rompighiaccio attaccò l'unità tedesca alle 21:00 del 15 ottobre: i tedeschi si arresero alle prime cannonate di avvertimento sparate dagli statunitensi, i quali presero possesso della nave. La cattura della Externsteine rappresentò l'azione combattuta più a nord sostenuta fino a quel momento dalle forze armate statunitensi, e la nave fu l'unico vascello di superficie catturato in combattimento dalle forze navali degli Stati Uniti nel corso della seconda guerra mondiale.
La nave fu disincagliata dai ghiacci con l'esplosivo, e un equipaggio statunitense portò l'unità a Boston dopo una tappa a Reykjavík e alla Naval Station Argentia di Terranova; durante il viaggio, il 30 novembre rimase danneggiata in una collisione con il rompighiaccio USCGC Travis. L'unità fu integrata nella guardia costiera statunitense come USCGC East Breeze, ma fu poi trasferita alla United States Navy il 24 gennaio 1945 assumendo la denominazione di USS Callao; tra il 30 gennaio e il 4 febbraio la nave fu messa in cantiere al Philadelphia Naval Shipyard per lavori speciali di sperimentazione per conto del Bureau of Ships, e per i successivi cinque anni fu impiegata per test ed esperimenti nell'area di Cape May nel New Jersey e di Capo Henlopen nel Delaware. La nave fu infine radiata dal servizio il 10 maggio 1950, e venduta per la demolizione il 30 settembre seguente.